# Leptogorgia dubia
Leptogorgia dubia is een zachte koraalsoort uit de familie Gorgoniidae. De koraalsoort komt uit het geslacht Leptogorgia. Leptogorgia dubia werd in 1924 voor het eerst wetenschappelijk beschreven door Kükenthal. 